# Oliver Wittke
Oliver Wittke, né le 24 septembre 1966 à Marl, est un homme politique allemand, membre de la CDU. 
De mars 2018 à novembre 2019, il est secrétaire d'État parlementaire au ministère fédéral de l'Économie et de l'Énergie. De 1999 à 2004, il est maire de Gelsenkirchen puis est ministre de la Construction et des Transports de Rhénanie du Nord-Westphalie dans le cabinet du ministre-président Jürgen Rüttgers du 24 juin 2005 au 3 mars 2009. Il est membre du Landtag de Rhénanie-du-Nord-Westphalie de 1995 à 1999, de 2007 à 2010 et de 2012 à 2013. De 2010 à 2012, il est secrétaire général de l'association régionale CDU en Rhénanie du Nord-Westphalie. 
Wittke est député du Bundestag depuis 2013.

## Origine et formation
Oliver Wittke est diplômé du Leibniz-Gymnasium de Gelsenkirchen. Après avoir accompli son service militaire de base dans la Bundeswehr à Essen et Barnstorf, il étudie la géographie et l'économie à l'Université de la Ruhr à Bochum. Il est de confession catholique romaine et vit avec sa femme et ses deux fils à Gelsenkirchen.

## Carrière politique et professionnelle
Wittke rejoint la CDU en 1982. De 1989 à 1995, il est membre du conseil municipal de Gelsenkirchen. De 1990 à 1996, il est président de la Junge Union Ruhrgebiet. De 1992 à 2008, il est vice-président de la CDU Ruhr. Il en est le président depuis 2008. Wittke est assistant de projet dans une agence de développement de 1994 à 1999. De 1995 à 1999, il est membre du Landtag de Rhénanie-du-Nord-Westphalie, où il est membre du groupe parlementaire CDU. Entre 1999 et 2004, il est le maire de Gelsenkirchen, à la fois le plus jeune et le premier maire CDU de la ville. De février à mai 2005, Wittke est chef de service à la Montangrundstücksgesellschaft à Essen. De 2001 à 2010, il est vice-président de la CDU Rhénanie du Nord-Westphalie. En 2005, il devient ministre de la Construction et des Transports de Rhénanie du Nord-Westphalie, poste qu'il occupe jusqu'au 3 mars 2009. En 2007, il succède au défunt Wolfgang Aßbrock au Landtag, mais quitte de nouveau le Landtag en 2010 en raison du mauvais résultat des élections de la CDU.
En novembre 2008 il commet un excès de vitesse, avec 109 km/h et doit remettre son permis de conduire pendant deux mois et payer une amende. L'infraction de Wittke a conduit à de vives critiques publiques et à des appels à la démission, ce que Wittke a initialement rejeté. Après que le WDR a révélé par la suite que Wittke, quand il était maire de Gelsenkirchen, a déjà commis un excès de vitesse sur l'A2 près de Herten, il démissionne le 11 février 2009.
Wittke rejoint la direction du groupe d'entreprises Hellmich à Duisbourg à l'été 2009. Suite de la réorganisation du personnel de la CDU de Rhénanie-du-Nord-Westphalie, le président désigné de la CDU et successeur de Rüttgers, Norbert Röttgen, propose Wittke comme nouveau secrétaire général. Le 6 novembre 2010, la 32e conférence des partis d'État de la CDU-Rhénanie-du-Nord-Westphalie, l'élit à cette fonction. Il succède ainsi à Andreas Krautscheid et quitte son poste chez Hellmich.
À la suite des élections régionales de Rhénanie-du-Nord-Westphalie le 13 mai 2012, Wittke revient au Landtag via la liste des États (4e place). En octobre 2013, il démissionne de son mandat au Landtag après être entré au Bundestag.
Aux élections du Bundestag de 2013, Oliver Wittke se présente comme candidat à la CDU dans la 123e circonscription (Gelsenkirchen) et entre au Bundestag avec la 10e place sur la liste des États. Aux élections fédérales de 2017, il se présente à nouveau dans cette circonscription, perdant face à Markus Töns mais revient au Bundestag via la quatrième place sur la liste des États.
Au Bundestag, il est membre de la commission des transports et des infrastructures numériques. De plus, il est membre à part entière du sous-comité municipal et membre adjoint du comité de l'environnement, de la conservation de la nature, de la sûreté des bâtiments et des réacteurs ainsi que du comité de l'intérieur. De mars 2018 à novembre 2019, Wittke est également secrétaire d'État parlementaire aux affaires économiques et à l'énergie au sein du cabinet Merkel IV. Il est actuellement membre à part entière de la commission des affaires de l'Union européenne. 
En octobre 2019, il est nommé directeur général du Comité central de l'immobilier. En tant que membre du gouvernement fédéral à l'époque, cependant, il doit encore attendre la décision d'une commission du Cabinet fédéral.

## Politique fédérale

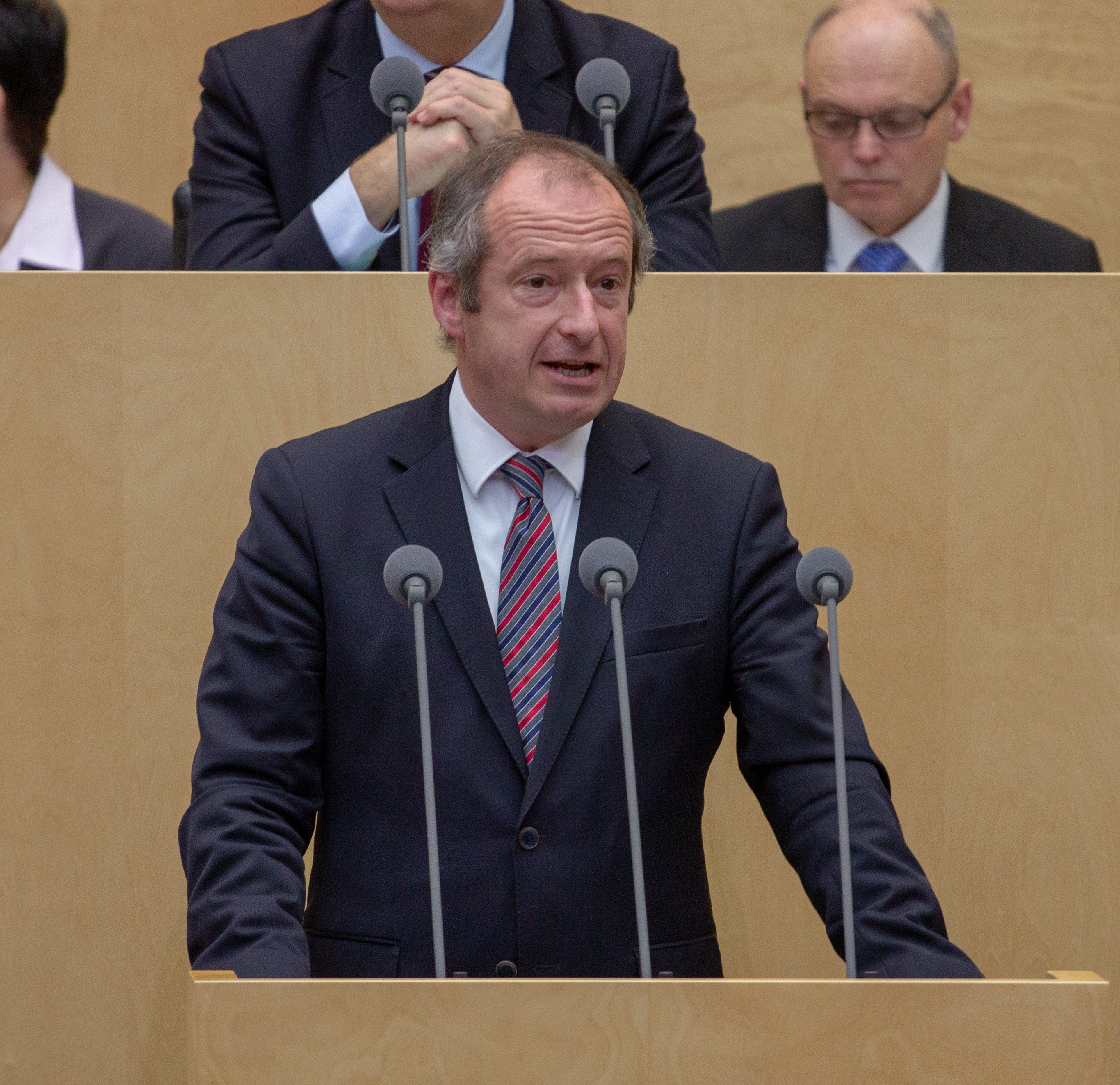
Oliver Wittke au Conseil fédéral, 2019

### Politique de transport
Après l'adoption du plan fédéral d'infrastructure de transport, le 2 décembre 2016, Wittke décrit l'augmentation significative à près de 13 milliards d'euros pour l'expansion et la construction d'autoroutes et d'autoroutes fédérales en Rhénanie du Nord-Westphalie comme "une très grosse gorgée de bouteille". Pour la première fois depuis des décennies, la Rhénanie-du-Nord-Westphalie reçoit les subventions les plus élevées de tous les pays.  

### Critique du "Ruhrplan"
Oliver Wittke qualifie de "blague" que Sigmar Gabriel vende rétrospectivement les programmes fédéraux actuels qui s'appliquent à toute l'Allemagne sous le nom de "Ruhrplan". «Nous n'avons pas besoin d'un programme spécial pour la région de la Ruhr, nous avons besoin d'aide pour résoudre les problèmes qui prédominent ici. «Ce sont des routes et des ponts en difficulté, un trafic local fragmenté, des lacunes dans la numérisation et la transition énergétique. Auparavant, le ministère fédéral de l'Économie a nié travailler sur un «plan Ruhr», alors que le ministre avait annoncé en mars 2015 qu'il était chargé de faire élaborer un plan correspondant.

### Police étrangère
Début mars 2015, Wittke s'envole avec le responsable de l'intégration du groupe parlementaire de l'Union, Cemile Giousouf, dans le nord de l'Irak pour remettre 16 tonnes de secours en provenance de la région de la Ruhr. Il décrit ensuite décrit ce voyage de trois jours comme la chose la plus impressionnante qu'il a vécue dans sa carrière politique à ce jour.  

## Politique d'État

### Politique de transport
L'un des premiers actes officiels de Wittke est d'arrêter la publication du plan de transport intégré (IGVP), qui est en grande partie achevé par le gouvernement précédent, et de soumettre les travaux à une réévaluation. Ce faisant, il abolit la priorité de principe pour le rail et fait évaluer systématiquement tous les projets sur la base d'une analyse coûts-avantages.  Les associations et les communes concernées critiquent le fait qu'il y a eu un changement unilatéral des évaluations au détriment des projets de transport ferroviaire selon des critères parfois incompréhensibles. 

#### Trafic routier
Le ministre Wittke préconise une interdiction générale de dépasser les camions. Au niveau fédéral, il prévoit d'augmenter la vitesse minimale autorisée pour les camions sur autoroute de 60 à 80 kilomètres à l'heure. Avec cette initiative, il veut empêcher les soi-disant « courses d'éléphants », qui conduisent souvent à des accidents et des embouteillages. 
Wittke décrit une augmentation prévue des amendes pour des infractions mineures au code de la route comme une «pure arnaque». 

#### Transport ferroviaire
En tant que ministre des Transports, Wittke se prononce à plusieurs reprises contre les projets de construction ferroviaire et les réactivations en Rhénanie du Nord-Westphalie. Il se prononce contre la reprise de la liaison ferroviaire Anvers-Duisbourg (Rhin d'acier), vieille de 175 ans, pour le trafic international de marchandises. Wittke explique que l'itinéraire historique n'est plus à jour. La protection des habitants ne soit pas prise en compte, les immeubles résidentiels étant construits trop près du tracé. Au lieu de cela, d'autres alternatives sont examinées.  Le gouvernement de l'État propose ensuite de construire une nouvelle route le long de l'A52.
Début 2005, Wittke exprime son intention de fermer l'Oleftalbahn et la Wiehltalbahn contre la loi applicable. Les amateurs de chemins de fer protestent contre cela dans l'Eifel et le Pays de Berg. Les deux itinéraires, sur lesquels les trains à vapeur et les bus ferroviaires ont lieu les week-ends d'été, sont particulièrement populaires auprès des touristes, des excursionnistes et des amateurs de train. Une décision de la plus haute cour conduit finalement à l'existence continue du chemin de fer de la vallée de Wiehl pendant encore 50 ans.

### Énergies renouvelables
En tant que maire de Gelsenkirchen, il organise une «tournée climatique» avec un vélo à pile à combustible développé à Gelsenkirchen. Plus tard, en tant que secrétaire général de la CDU Rhénanie du Nord-Westphalie, Wittke souligne l'importance de la transition énergétique pour l'État. «Nous devons mettre en œuvre la transition énergétique en Rhénanie du Nord-Westphalie. Nous devons indiquer clairement que nous voulons réorganiser le budget et respecter la limite d'endettement. "  Après son entrée en fonction, Wittke commente la politique de subvention pour l'énergie éolienne du gouvernement rouge-vert précédent avec les mots" C'est la première chose que nous détruirons. " C'était une idéologie et une idéologie, c'était avant ».

### Critique des plans de personnel
En septembre 2007, Wittke a l'intention de pourvoir le poste de directeur général de la propre agence de développement du logement (WFA) de l'État avec l'ancien directeur de la Sparkasse Gelsenkirchen, Matthias Klein. Cela lui vaut des critiques massives au Landtag et dans les médias. L'aptitude de Klein pour le poste est remise en question. Le 19 septembre, Wittke est interrogé à ce sujet au Landtag. Il dit: «Je sais que je connais M. Klein. «Klein retire sa candidature.

### Demande des Verts sur les photos de football Panini
Dans la perspective de la Coupe du monde de football en Allemagne, en mai 2006, le ministre Wittke attire l'attention quand il échange des photos de football Panini avec le député Holger Müller lors d'une leçon en cours sur la législation Hartz IV au Landtag, les arrangent et les collent dans un album. Ceci et sa réaction ultérieure selon laquelle il faut laisser aux ministres le soin de décider des sujets sur lesquels ils "s'investissent avec dévotion" incitent la députée Sylvia Löhrmann (Les Verts) à poser une question au Landtag.  Sur ce, le ministre-président Jürgen Rüttgers répond qu'il est impossible de répondre à la demande en raison d'un «manque évident d'humour de la part de la députée Sylvia Löhrmann», surtout pendant la Coupe du monde. 

### Résolution du Bundestag sur le génocide arménien et allégations de lobbying
Le 2 juin 2016, le Bundestag adopte la motion conjointe de la CDU/CSU, du SPD et des Verts, qui qualifie l'extermination de jusqu'à 1,5 million d'Arméniens par la Turquie en 1915 et 1916 de génocide. Oliver Wittke est le seul député à s'abstenir de voter,  parce qu'il considère la résolution de l'Arménie comme "contre-productive".
Dans ce contexte, les différents liens de Wittke avec le régime d'Erdogan déclenchent une violente polémique médiatique à l'été 2020.  Par exemple, Oliver Wittke apparaît avec l'homme politique de la CDU Ilhan Bükrücü, qui a dû démissionner de ses bureaux à la CDU en raison de l'accusation de lobbying d'Erdogan, lors d'événements de lobbying de l'AKP.  La journaliste Zara Riffler, qui travaille comme pigiste pour le magazine populiste de droite Tichys Einblick, soupçonne que Bükrücü - malgré les allégations de lobbying dès 2016 - a pu rester à la CDU Gelsenkirchen si longtemps parce que Wittke est son parti de district. leader à l'époque et est également impliqué dans le lobbying de l'AKP à l'époque.  Zara Riffler écrit également qu'Oliver Wittke, en tant que membre du Bundestag, a fait le voyage en Turquie en 2014 en raison de l'UETD, l'organisation de lobbying de l'AKP, selon leurs recherches, le ministre turc de l'UE de l'époque, Volkan Bozkır a expliqué ça aux médias En conséquence, elle voit le vote de Wittke sur la résolution sur l'Arménie en relation avec les allégations de lobbying.

## Politique locale
Au cours de son mandat de maire, Wittke initie un grand nombre de projets: la rénovation du château de Berge, la transformation du vieux zoo de la Ruhr en un monde d'aventure ZOOM, la construction de la nouvelle synagogue, la rénovation de la gare principale de Gelsenkirchen et la piscine couverte de Buer Cela comprend également l'agrandissement de l'Uferstrasse et de la Vinckestrasse et la construction de la connexion A42.

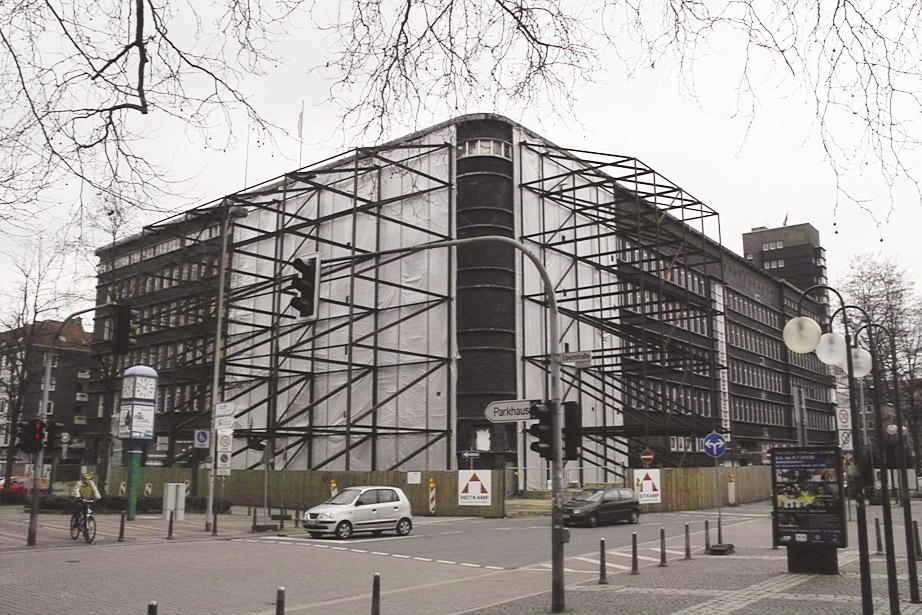
La maison Hans-Sachs

### Maison Hans-Sachs de Gelsenkirchen
En 2001, Wittke, en tant que maire de Gelsenkirchen, signe un contrat de partenariat public-privé pour la rénovation du monument de la maisson Hans-Sachs, qui fait l'objet de controverses dans la politique locale. Le sujet fait également l'objet de la dispute électorale locale de 2004, le candidat du SPD et plus tard maire Frank Baranowski critiquant notamment le projet sous le titre de «Millionengrab Hans-Sachs-Haus». Après son élection, Baranowski met fin au contrat à des frais considérables. Après sa nomination au poste de ministre de la Construction et des Transports de Rhénanie du Nord-Westphalie, Wittke prend des engagements importants en matière de subventions de l'État. L'État participe finalement à ce projet, pour lequel l'ancien gouvernement de l’'État n'a pas souhaité prendre d'engagements de financement.